# Candidatura de Rio de Janeiro als Jocs Olímpics de 2016
La candidatura de Rio de Janeiro als Jocs Olímpics i Paralímpics de 2016 va ser presentada oficialment el 7 de setembre de 2007 amb l'enviament de la documentació exigida al Comitè Olímpic Internacional —COI. Una setmana després, l'organisme olímpic va reconèixer Rio com a ciutat aspirant. El 4 de juny de 2008, durant la Sisena Convenció del SportAccord celebrada a Atenes, Grècia, la Comissió Executiva del COI va descartar a Bakú, Doha i Praga i va crear la llista de ciutats candidates, composta per Rio, Chicago, Madrid i Tòquio.
L'1 de setembre de 2006, durant la seva assemblea anual, el Comitè Olímpic del Brasil —COB— va escollir a Rio de Janeiro com la seva ciutat candidata per organitzar els Jocs de la XXXI Olimpíada i els XV Jocs Paralímpics. Aquesta va ser la primera ocasió en què la ciutat va aconseguir passar a la fase de candidatura, després d'haver buscat en tres ocasions la seu d'uns Jocs Olímpics —1936, 2004 i 2012. El 14 de gener de 2008, es va lliurar l'Expedient de Sol·licitud al Grup de Treball del COI,que, després d'analitzar-ho, va qualificar amb 6,4 a la ciutat.
L'11 de febrer de 2009, Rio de Janeiro va presentar el seu Expedient de Candidatura. La Comissió d'Avaluació va arribar a la ciutat brasilera el 27 d'abril amb la finalitat d'analitzar l'expedient i avaluar la qualitat de la candidatura. Entre el 29 d'abril i el 2 de maig, la Comissió va assistir a presentacions tècniques i va realitzar inspeccions en totes les seus existents, donant una avaluació favorable en el seu informe final. El llarg i intensiu procés de candidatura va concloure amb l'elecció de Rio com a seu el 2 d'octubre de 2009, durant la 121a Sessió del COI, celebrada a Copenhaguen, Dinamarca. Amb l'elecció, Amèrica del Sud va rebre els Jocs Olímpics per primera vegada en la història.
El projecte de Rio va planejar organitzar uns Jocs amb un cost de 14,4 mil milions de dòlars, sent capaç de realitzar tots els esdeveniments esportius —excepte el futbol— dins de la ciutat. El projecte va establir quatre zones olímpiques —Barra, Copacabana, Deodoro i Maracaná— a més de seus per al golf i el rugbi, esports afegits al programa olímpic després de l'elecció. També va incloure, a més de Rio, Belo Horizonte, Brasília, Salvador de Badia, São Paulo com les seus del torneig de futbol. Les dates proposades van del 5 al 21 d'agost pels Jocs Olímpics i del 7 al 18 de setembre per als Paralímpics.

## Procés de candidatura

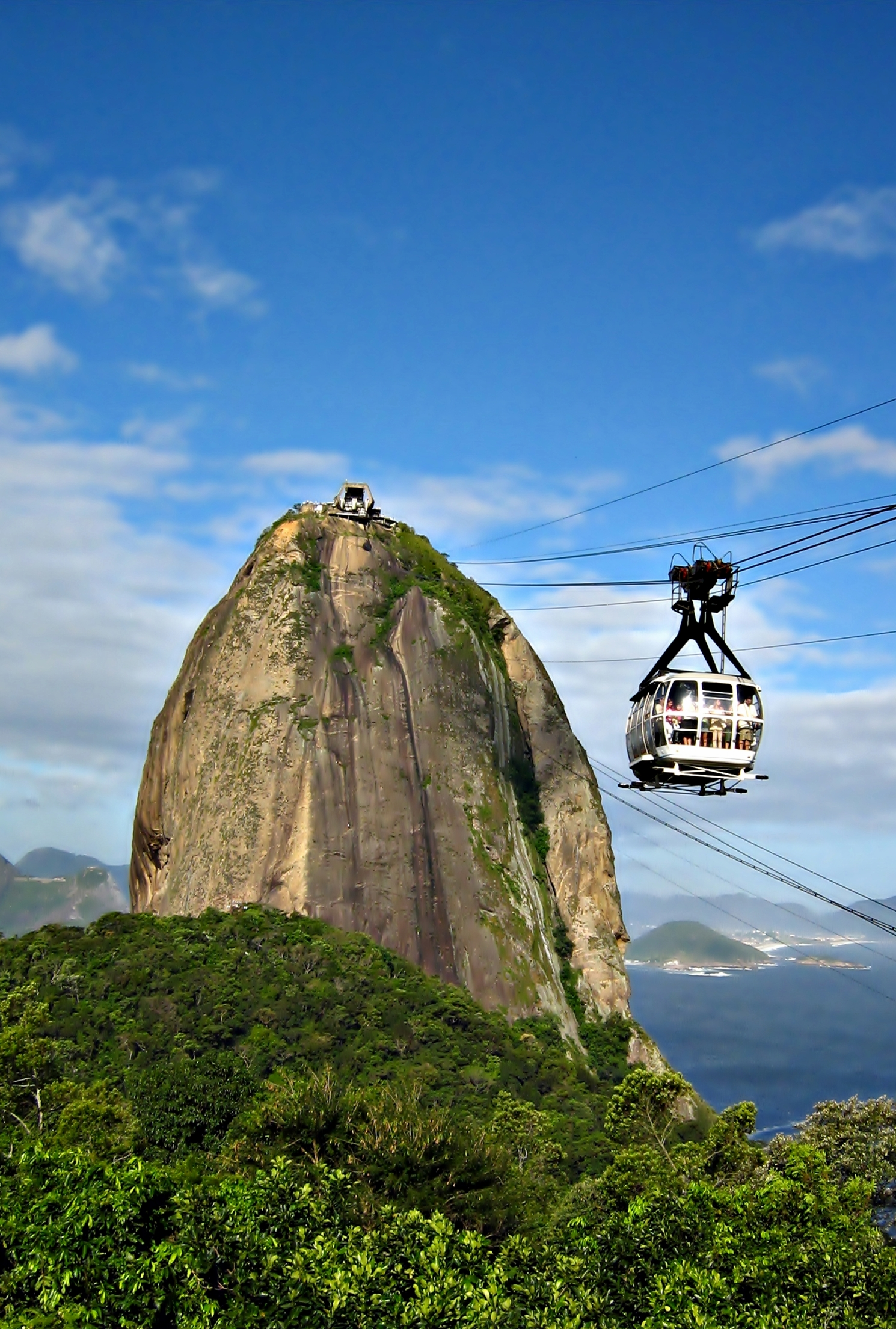
El Pa de Sucre va ser un símbol important de la candidatura i va formar part del logotip oficial.

El procés de candidatura de Rio de Janeiro va començar el 28 de juliol de 2006, quan el Consell Executiu del Comitè Olímpic Brasiler —COB per les seves sigles en portuguès— es va reunir per considerar la possibilitat de nominar una ciutat brasilera per albergar els Jocs Olímpics i Paralímpics de 2016. Aquesta reunió va estar motivada pel fet que diverses ciutats de tot el món havien mostrat interès en l'elecció. Algunes fins i tot ja havien anunciat la seva intenció de presentar la seva candidatura. El 25 d'agost es va donar a conèixer una anàlisi tècnica encarregada pel COB, per avaluar les condicions de la ciutat. Al cap d'una setmana, l'1 de setembre, l'Assemblea Anual del COB va escollir Rio com a candidata. L'Assemblea va considerar que aquesta ciutat era l'única de Brasil i Amèrica del Sud que posseïa instal·lacions de nivell olímpic llestes per a una candidatura, llegat dels XV Jocs Panamericans. Un altre aspecte positiu va ser que Rio de Janeiro podria allotjar tots els esports olímpics dins dels límits de la ciutat, encara que el torneig de futbol olímpic fos celebrat en múltiples ciutats. Immediatament, el govern brasiler va expressar el seu suport a la candidatura. Carlos Arthur Nuzman, president del COB i César Maia, en aquells dies alcalde de la ciutat, van aprovar la decisió i van oficialitzar la candidatura.
El Comitè Olímpic Internacional —COI— va iniciar oficialment el procés de candidatura el 16 de maig de 2007. A continuació, els 203 Comitès Olímpics Nacionals —CON— van ser convidats a proposar una ciutat dins de la seva jurisdicció, amb data límit el 13 de setembre de 2007. El 14 de setembre, el COI va reconèixer set ciutats —Bakú, Chicago, Doha, Madrid, Praga, Rio de Janeiro i Tòquio— que havien estat proposades pels seus respectius AMB. L'1 d'octubre de 2007, el Comitè de Candidatura de Rio de Janeiro va pagar una quota de 150 000 dòlars al COI i va signar el Procediment d'Acceptació de Candidatura. Poc després, del 15 al 19 d'octubre, funcionaris de Rio van assistir al Seminari de Ciutats Candidates per 2016 organitzat pel COI en el Museu Olímpic de Lausana, Suïssa, on se'ls va instruir més sobre les àrees tècniques que s'analitzarien durant el procés de sol·licitud.
El 14 de gener de 2008, les set aspirants van lliurar documents coneguts com a «expedient de sol·licitud», que contenia les respostes i garanties sol·licitades pel Procediment d'Acceptació de Candidatura. Aquests documents van proporcionar al COI un resum del projecte de cada ciutat. El Grup de Treball del COI va estudiar les respostes durant mesos i aquestes van servir com a base per seleccionar a les ciutats candidates —Chicago, Tòquio, Rio de Janeiro i Madrid— el 4 de juny de 2008. Durant una reunió del Consell Executiu del COI en la 6a Convenció del SportAccord celebrada a Atenes, Grècia, aquestes ciutats van passar a ser Ciutats Candidates oficials.
Rio de Janeiro ja havia intentat celebrar uns Jocs Olímpics (1936, 2004 i 2012), no obstant això va fallar en totes les ocasions. No va aconseguir ser seleccionada com a Ciutat Candidata en els últims dos intents, mentre que el procés de 1936 no va seguir les normes actuals —13 ciutats van presentar la seva candidatura, emper solament dues d'elles —Barcelona i Berlín— van rebre vots en l'elecció. El 23 de juny de 2008, es va hissar la bandera oficial de la candidatura en el Palácio dona Cidade, en celebració del Dia Olímpic. El 3 de juliol, el Comitè de Candidatura de Rio de Janeiro va pagar una quota de 500 000 USD al COI i va signar el Procediment de Candidatura, reconfirmant la seva acceptació de les normes. Del 8 al 24 d'agost, funcionaris de Rio van participar en el Programa d'Observadors dels Jocs Olímpics, durant els Jocs Olímpics de Pequín 2008; van assistir també al debriefing oficial de COI sobre Pequín 2008, celebrat del 24 al 27 de novembre, a Londres, Regne Unit. L'11 de febrer de 2009, el Comitè de Candidatura de Rio de Janeiro va lliurar el seu Expedient de Candidatura al COI a Lausana i, vuit dies després, al Comitè Paralímpic Internacional —CPI— a Bonn, Alemanya. L'Expedient de Candidatura va constar de tres volums per a un total de 568 pàgines de respostes detallades a 300 preguntes tècniques, dividides en 17 temes. Finalment, el 17 de juny de 2009, el COI va organitzar la Sessió Informativa de Ciutats Candidates per 2016 a 93 dels seus membres. La reunió es va dur a terme en el Museu Olímpic i va ser la primera reunió d'aquest tipus en la història del COI i la més important abans de l'elecció. En la mateixa, representants de Rio van realitzar una presentació de 45 minuts i una sessió de 16 preguntes.
Al llarg de la campanya, el Comitè de Candidatura de Rio de Janeiro va presentar els seus plans a les Assemblees Generals de totes les Associacions de Comitès Olímpics Nacionals —ACNO. L'11 d'octubre de 2008, durant l'Assemblea General de l'Organització Esportiva Panamericana —ODEPA— celebrada a Acapulco, Mèxic, Rio va realitzar la seva primera presentació oficial. El 21 d'octubre es va presentar el projecte al Consell Olímpic d'Àsia —OCA— en Bali, Indonèsia, seguit pels Comitès Olímpics Europeus —COE— el 21 de novembre, a Istanbul, Turquia. El 26 de març de 2009, funcionaris de Rio van fer una presentació durant la 7a Convenció del SportAccord celebrada en Denver, Estats Units. En la convenció, es va presentar un mapa mundial de les anteriors ciutats amfitriones dels Jocs Olímpics, un punt afavoridor per a Rio de Janeiro a causa del buit a Sud-amèrica. El 31 de març de 2009, el Comitè de Candidatura de Rio de Janeiro va realitzar la seva presentació a l'Assemblea General dels Comitès Olímpics Nacionals d'Oceania —AMB— en Queenstown, Nova Zelanda, i el 7 de juliol, a l'Associació de Comitès Olímpics Nacionals d'Àfrica —ACONA— a Abuja, Nigèria. El Comitè va assistir també a molts esdeveniments esportius, per exemple els Festivals Olímpics de la Joventut Europeus i Australians, Jocs de la Mancomunitat de la Joventut, Jocs Asiàtics de la Joventut i els Jocs Mediterranis, així com els Campionats Mundials de natació, atletisme, rem i judo. El 2 d'octubre de 2009, la campanya de tres anys va culminar amb l'inici de la 121a Sessió del Comitè Olímpic Internacional i del 13è Congrés Olímpic celebrats a Copenhaguen, Dinamarca, oficialment inaugurats amb una cerimònia realitzada en l'Òpera de Copenhaguen. Després, Margarita II de Dinamarca va oferir un esmorzar en el Palau d'Amalienborg als caps d'Estat dels quatre països —Estats Units, Japó, Brasil i Espanya— que tenien una ciutat candidata.

### Avaluació
| Criteri                                | Ponderació | Nota   | Nota   |
| Criteri                                | Ponderació | Mínima | Màxima |
| -------------------------------------- | ---------- | ------ | ------ |
| Suport governamental                   | 2          | 7,3    | 8,8    |
| Infraestrutura                         | 5          | 5,3    | 7,2    |
| Instal·lacions esportives              | 4          | 5,8    | 7,4    |
| Vila Olímpica                          | 3          | 6,0    | 7,7    |
| Acomodació i xarxa hotelera            | 5          | 5,5    | 6,4    |
| Impacte ambiental                      | 2          | 5,6    | 7,6    |
| Transport                              | 3          | 5,5    | 7,5    |
| Seguretat                              | 3          | 4,6    | 7,0    |
| Experiència en esdeveniments esportius | 2          | 6,6    | 7,9    |
| Economia                               | 3          | 6,0    | 7,7    |
| Visió general i llegats                | 3          | 5,5    | 8,0    |

#### Ciutat Aspirant
Rio de Janeiro va ser avaluada durant la fase de Ciutat Aspirant, exactament el 14 de març de 2008, quan el Grup de Treball del COI va publicar el seu informe després de quatre dies de reunions. Rio va rebre una mitjana ponderada de 6,4. Es va basar en una minuciosa anàlisi tècnica dels projectes presentats en l'Expedient de sol·licitud, desenvolupat pel Comitè de Candidatura de Rio de Janeiro després de tenir accés a la base de dades de Gestió d'Informació dels Jocs Olímpics, així com al Manual Tècnic oficial del COI. El Grup de Treball, compost per diversos experts, va avaluar el potencial de la ciutat per organitzar uns Jocs Olímpics reeixits segons onze criteris presentats en l'Expedient de sol·licitud. Les puntuacions més altes de Rio es van obtenir a les àrees de Suport governamental, problemes legals i opinió pública, gràcies al fort compromís del govern. La puntuació més baixa es va obtenir a l'àrea de Seguretat a causa de problemes crònics de violència a la ciutat.
L'experiència en esdeveniments importants va ser un punt a favor per a la candidatura de Rio, no obstant això, l'escassetat d'habitacions d'hotel requerides va soscavar la candidatura en el tema d'allotjament. Les puntuacions donades pel Grup de Treball a les altres aspirants van ser: 8,3 a Tòquio, 8,1 a Madrid, 7,0 a Chicago, 6,9 a Doha, 5,3 a Praga i 4,3 a Bakú; això va ser la base per a la selecció de la ciutat que passarien a la fase de Ciutat Candidata. El 18 de setembre de 2008, després de la selecció de les ciutats candidates, la qual cosa va donar inici a la següent fase del procés de candidatura, el COI va anunciar la composició de la seva Comissió d'Avaluació. Sota el lideratge de Nawal El Moutawakel, la comissió va inspeccionar les quatre ciutats candidates.

#### Ciutat Candidata
La Comissió d'Avaluació del COI va arribar a Rio de Janeiro el 27 d'abril de 2009 per avaluar la qualitat de la candidatura. A diferència de la primera avaluació, el Comitè no va assignar puntatges. En aquesta avaluació, la comissió va analitzar la probabilitat d'execució dels projectes. Durant els dos primers dies de la visita, el Comitè va celebrar reunions internes en el Palau Copacabana, l'hotel seu. Entre el 29 i el 30 d'abril va assistir a presentacions tècniques on es van celebrar sessions de pregunta i resposta sobre cadascun dels disset temes presentats en l'Expedient de Candidatura. L'1 de maig, inspectors van visitar totes les seus de la ciutat. L'endemà, la Comissió d'Avaluació va fer una conferència de premsa per recalcar els punts principals de la visita. Segons El Moutawakel, la Comissió estava molt impressionada amb el suport governamental, la qualitat de les presentacions i el nivell d'integració dels Jocs en el pla de desenvolupament a llarg termini.
Després de set dies d'inspecció que van involucrar a 300 professionals, els tretze membres de la Comissió d'Avaluació del COI van deixar Rio de Janeiro el 3 de maig de 2009. Un mes abans de l'elecció, el 2 de setembre, es va publicar el Report de la Comissió d'Avaluació. Aquest va donar una avaluació molt positiva a la ciutat i va qualificar de «qualitat molt alta» als documents presentats.

##### Repercussions
El Comitè de Candidatura de Rio de Janeiro va rebre positivament l'informe de la Comissió. Periòdics nacionals de països amb ciutats candidates, com El País, van elogiar la bona avaluació de la candidatura brasilera. Gamesbids.com —pàgina web especialitzada en candidatures olímpiques—, tenint en compte la dura disputa, va assenyalar a Rio de Janeiro com una de les favorites en el seu índex BidIndex en les seves dues últimes avaluacions, no obstant, gràcies a la presència del president dels Estats Units, Barack Obama, en la votació a Copenhaguen, la diferència amb Chicago es va veure reduïda després de les dues actualitzacions de l'índex. La difusió de la recerca realitzada per l'empresa ORC Worldwide, la qual va concloure que Rio de Janeiro tenia el millor el millor valor cost-benefici, també va impulsar la candidatura.

### Elecció

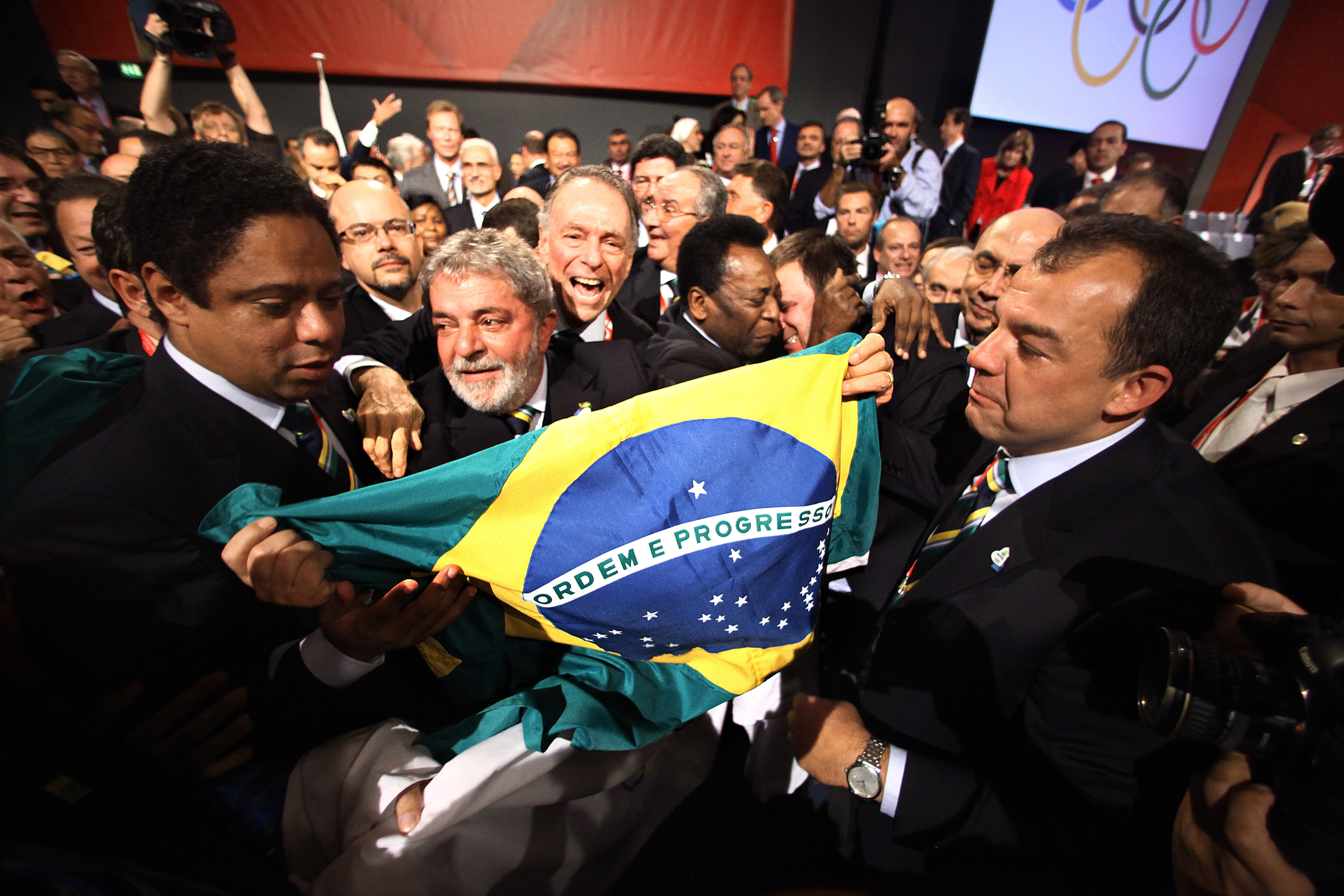
Luiz Inácio Lula da Silva i la resta del contingent brasiler van celebrar la victòria.

L'elecció de la seu va tenir lloc en el Bella Center de Copenhaguen el 2 d'octubre de 2009, durant la 121a Sessió del Comitè Olímpic Internacional. Rio de Janeiro va ser la tercera ciutat a presentar el seu projecte als membres del COI. La delegació de 60 persones —atletes, funcionaris i autoritats governamentals— va entrar a la Sala A del Bella Center a les 12:05 —CET. João Havelange va realitzar el discurs inaugural, seguit de Carlos Arthur Nuzman, qui va parlar d'experiències del Moviment Olímpic i va presentar un mapa de les seus anteriors, i Sérgio Cabral Filho, qui va explicar els projectes relacionats amb la seguretat i el transport. Després d'aquests, Henrique Meirelles va explicar la situació econòmica de Brasil i Eduardo Paes va presentar al costat de Carlos Roberto Osório el projecte de les seus. Tots ells van ser complementats per Isabel Swan, qui va afirmar que el projecte s'havia fet pensant en els atletes. Per aquesta raó, la presentació va incloure a l'ex futbolista Pelé, el nedador paralímpic Daniel Dias i a la —en aquells dies— atleta júnior Bàrbara Leôncio. Per la seva banda, el President de Brasil, Luiz Inácio Lula da Silva, va instar a portar els Jocs Olímpics a Amèrica del Sud per primera vegada, assegurant que «Rio està llest, donin-nos aquesta possibilitat i no ho lamentaran». Finalment, Nuzman va concloure la presentació. A més es va presentar un curtmetratge de Fernando Meirelles titulat Unitat i un video musical anomenat Celebració, una versió en anglès de Aquele Abraço de Gilberto Gil.
Després de la presentació es va obrir la sessió de preguntes. Nuzman va aclarir els dubtes d'Arne Ljungqvist sobre el dopatge; Osório i Cabral van contestar dues preguntes d'Alberto II de Mònaco sobre l'allotjament i el llegat, respectivament; finalment, Lula da Silva va respondre a una pregunta d'Austin Sealy sobre els riscos de l'organització. Després de la presentació de les quatre ciutats candidates, Nawal El Moutawakel va presentar el Report de la Comissió d'Avaluació de la Sessió. D'un total de 106 membres aptes del COI, 95 estaven disponibles per votar en la primera ronda. Als membres dels quatre països candidats no se'ls va permetre votar fins que la seva ciutat fos eliminada. Alpha Ibrahim Diallo, Saku Koivu —eximits—, Kun Hee Lee —suspès— i Jacques Rogge —el President del COI no vota— van ser els membres aptes del COI que no van votar.

Chicago va caure en la primera ronda amb divuit vots, mentre que Tòquio en va rebre 22, Rio 26 i Madrid 28. En la segona ronda, Tòquio va ser eliminada amb 20 vots, Madrid en va rebre 29 i Rio 46. Rio de Janeiro va ser escollida en la ronda final en rebre 66 vots davant els 32 de Madrid. La ciutat guanyadora va ser anunciada per Jacques Rogge a les 6:30 —CET— en una cerimònia presentada per Lillian Gjerulf Kretz i Jonathan Edwards. Gairebé 100 000 persones van celebrar la victòria a la platja de Copacabana després d'observar la transmissió en viu. Després de l'anunci, Richard Carrión, Rogge, Nuzman i Paes van signar el Contracte de Ciutat Seu amb el que Rio de Janeiro es va convertir oficialment a la seu dels Jocs Olímpics i Paralímpics de 2016.
| Ciutat                                                           | Ciutat         | País         | Ronda 1 | Ronda 1 | Ronda 2 | Ronda 2 | Ronda 3 | Ronda 3 | Membres sense dret a vot                                                 | Membres sense dret a vot                                                          |
| ---------------------------------------------------------------- | -------------- | ------------ | ------- | ------- | ------- | ------- | ------- | ------- | ------------------------------------------------------------------------ | --------------------------------------------------------------------------------- |
| Rio de Janeiro                                                   | Rio de Janeiro | Brasil       | 26      | 26      | 46      | 46      | 66      | 66      | Membres de països amb ciutats candidates (7)                             | Altres membres (4)                                                                |
| Madrid                                                           | Madrid         | Espanya      | 28      | 28      | 29      | 29      | 32      | 32      | Membres de països amb ciutats candidates (7)                             | Altres membres (4)                                                                |
| Tòquio                                                           | Tòquio         | Japó         | 22      | 22      | 20      | 20      | —       | —       | - DeFrantz - Easton - Igaya - Okano - Havelange - Nuzman - Samaranch Jr. | - Rogge (president del COI) - Llegeix (suspès) - Diallo (eximit) - Koivu (eximit) |
| Chicago                                                          | Chicago        | Estats Units | 18      | 18      | —       | —       | —       | —       | - DeFrantz - Easton - Igaya - Okano - Havelange - Nuzman - Samaranch Jr. | - Rogge (president del COI) - Llegeix (suspès) - Diallo (eximit) - Koivu (eximit) |
| Seu                                                              | Votants        |              |         |         |         |         |         |         | - DeFrantz - Easton - Igaya - Okano - Havelange - Nuzman - Samaranch Jr. | - Rogge (president del COI) - Llegeix (suspès) - Diallo (eximit) - Koivu (eximit) |
| Bella Center121.a Sessió del COI 2 d'octubre de 2009 Copenhaguen | Amb dret a vot | 95           | 95      | 97      | 97      | 99      | 99      |         | - DeFrantz - Easton - Igaya - Okano - Havelange - Nuzman - Samaranch Jr. | - Rogge (president del COI) - Llegeix (suspès) - Diallo (eximit) - Koivu (eximit) |
| Bella Center121.a Sessió del COI 2 d'octubre de 2009 Copenhaguen | Participants   | 94           | 94      | 96      | 96      | 98      | 98      |         | - DeFrantz - Easton - Igaya - Okano - Havelange - Nuzman - Samaranch Jr. | - Rogge (president del COI) - Llegeix (suspès) - Diallo (eximit) - Koivu (eximit) |
| Bella Center121.a Sessió del COI 2 d'octubre de 2009 Copenhaguen | Abstencions    | 0            | 0       | 1       | 1       | 0       | 0       |         | - DeFrantz - Easton - Igaya - Okano - Havelange - Nuzman - Samaranch Jr. | - Rogge (president del COI) - Llegeix (suspès) - Diallo (eximit) - Koivu (eximit) |
| Bella Center121.a Sessió del COI 2 d'octubre de 2009 Copenhaguen | Vots vàlids    | 94           | 94      | 95      | 95      | 98      | 98      |         | - DeFrantz - Easton - Igaya - Okano - Havelange - Nuzman - Samaranch Jr. | - Rogge (president del COI) - Llegeix (suspès) - Diallo (eximit) - Koivu (eximit) |

## Concepte

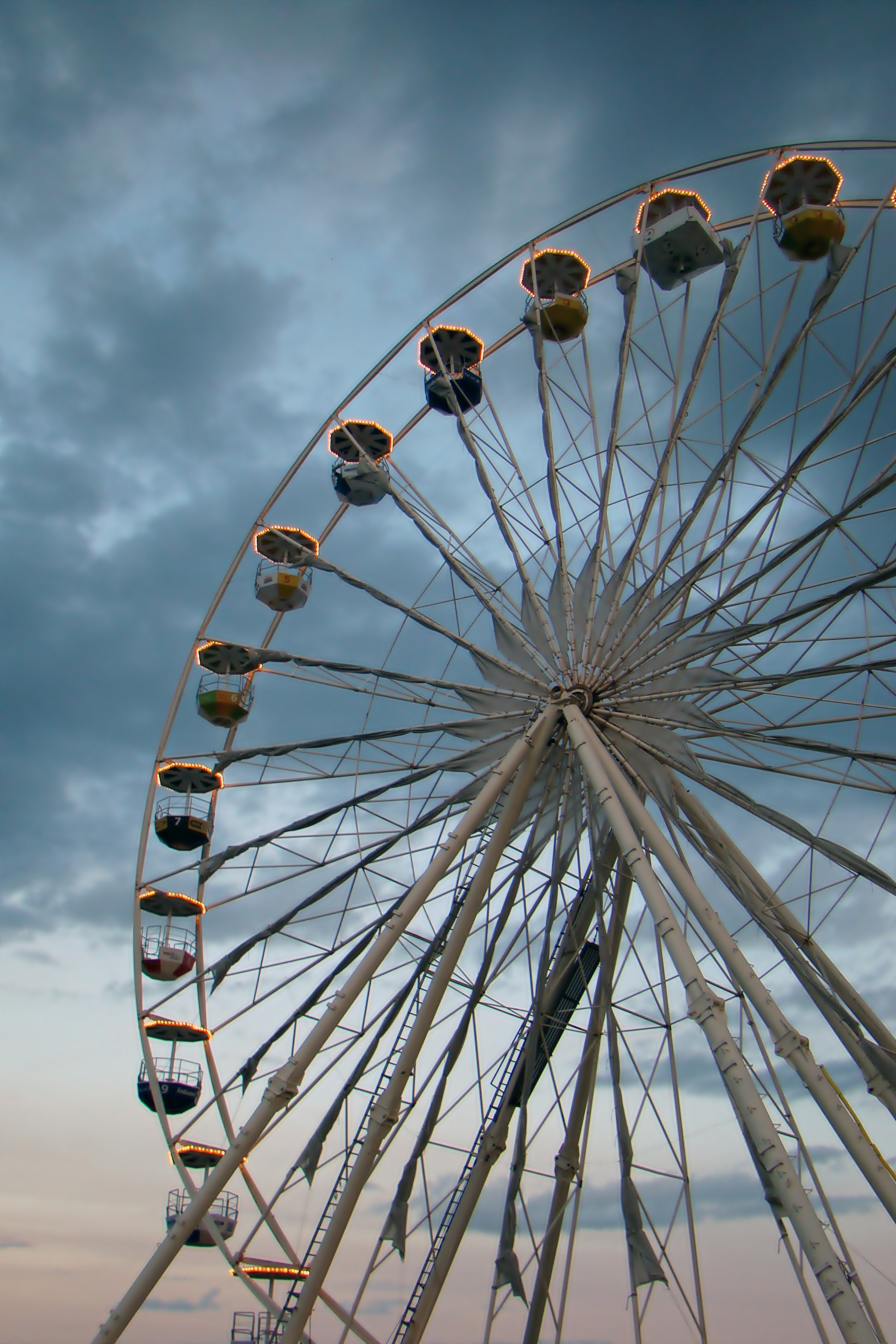
La Roda de la fortuna Rio 2016, situada a la platja de Copacabana, va ser construïda per promoure la candidatura.

Segons el Comitè de Candidatura de Rio de Janeiro, el concepte de la candidatura es va basar en quatre principis —excel·lència tècnica, experiència de vida, transformació i suport als Moviments Olímpics i Paralímpics— destacant l'esperit alegre i de celebració de Rio, tal com es va plasmar en el vídeo promocional de la candidatura Passion. El projecte va assenyalar que empraria els Jocs com a catalitzador per a la integració social, a través de programes per a la creació d'ocupació, educació, relacions comunitàries, voluntariat i formació i perfeccionament d'iniciatives. La campanya també es va centrar en la joventut i en el fet que Amèrica del Sud mai havia organitzat uns Jocs Olímpics. Rio va integrar elements econòmics, ambientals i socials en la seva visió de «Jocs Verds per a un Planeta Blau». Es van plantar 2386 plantes de planter per compensar les 716 tones de carboni emeses durant els dos anys de la candidatura. El Comitè va assegurar que durant els Jocs, Rio tindria condicions climàtiques favorables. Segons el Grup de Treball del COI, la temperatura pronosticada per al període Olímpic era acceptable.
La identitat visual de la candidatura va consistir en un logotip i un lema, que es van aplicar en moviments de màrqueting durant la campanya. Dissenyat per Ana Soter i seleccionat d'entre quatre finalistes per un jurat especial, el logo es va donar a conèixer durant els Premis Olímpics Brasilers de 2007 celebrats en el Teatre Municipal de Rio de Janeiro el 17 de desembre de 2007. El morro Pao de Açúcar va ser escollit com a símbol de la candidatura, en ser un dels llocs més emblemàtics de la ciutat. Segons el Comitè de Candidatura de Rio de Janeiro, el disseny transmet la forma d'un cor, la qual cosa representa la passió i l'entusiasme esportiu de Brasil. Primerament el logo contenia solament una inscripció en la qual es podia llegir «Ciutat aspirant». Després de la seva preselecció, al logo se li van agregar els anells olímpics i una inscripció en la qual posava «Ciutat candidata».

Lema de la candidatura.

En la mitjanit de l'1 de gener de 2009, es va presentar el lema de la candidatura —Viva sua paixão— com a part de les celebracions de l'Any Nou, a les quals van assistir aproximadament 2 milions de persones. Segons el Comitè, el lema reflecteix la forma apassionada d'involucrar-se dels brasilers. Es va projectar en la roda de la fortuna —Rueda de la fortuna Rio 2016— després del compte regressiu per a l'inici de 2009. L'estructura erigida a la platja de Copacabana tenia 36 metres d'altura, pesava 80 tones i comptava amb 24 cabines per a un total de 144 persones.
Rio de Janeiro ha estat seu de diversos esdeveniments esportius, empresarials i culturals. En l'àmbit esportiu s'inclouen Copes del Món i Campionats Mundials de diversos esports olímpics, així com campionats regionals. Del 13 al 29 de juliol de 2007, Rio va organitzar els XV Jocs Panamericans amb aproximadament 5500 atletes participants en 39 esports i, del 12 al 19 d'agost, els Jocs Parapanamericans de 2007 amb més de 1300 atletes participants en 10 esports. Rio de Janeiro va ser una de les seus de les Copes Mundials de Futbol de 1950 i 2014, aquesta última amb prou feines dos anys abans dels Jocs Olímpics i Paralímpics. Brasil va organitzar també la Copa FIFA Confederacions del 2013, que a més es va utilitzar com un esdeveniment de prova per al Mundial de 2014.
Per a «coincidir amb l'horari estel·lar d'espectadors i televidents», es va planejar que el programa olímpic de Rio 2016 comptés amb una major quantitat de finals durant els caps de setmana. El període olímpic planejat va abastar del divendres, 5 al diumenge, 21 d'agost de 2016. Per la seva banda, el període paralímpic es va establir entre el dimecres 7 —dia de la proclamació d'independència de Brasil— i el diumenge 18 de setembre del mateix any.

### Política

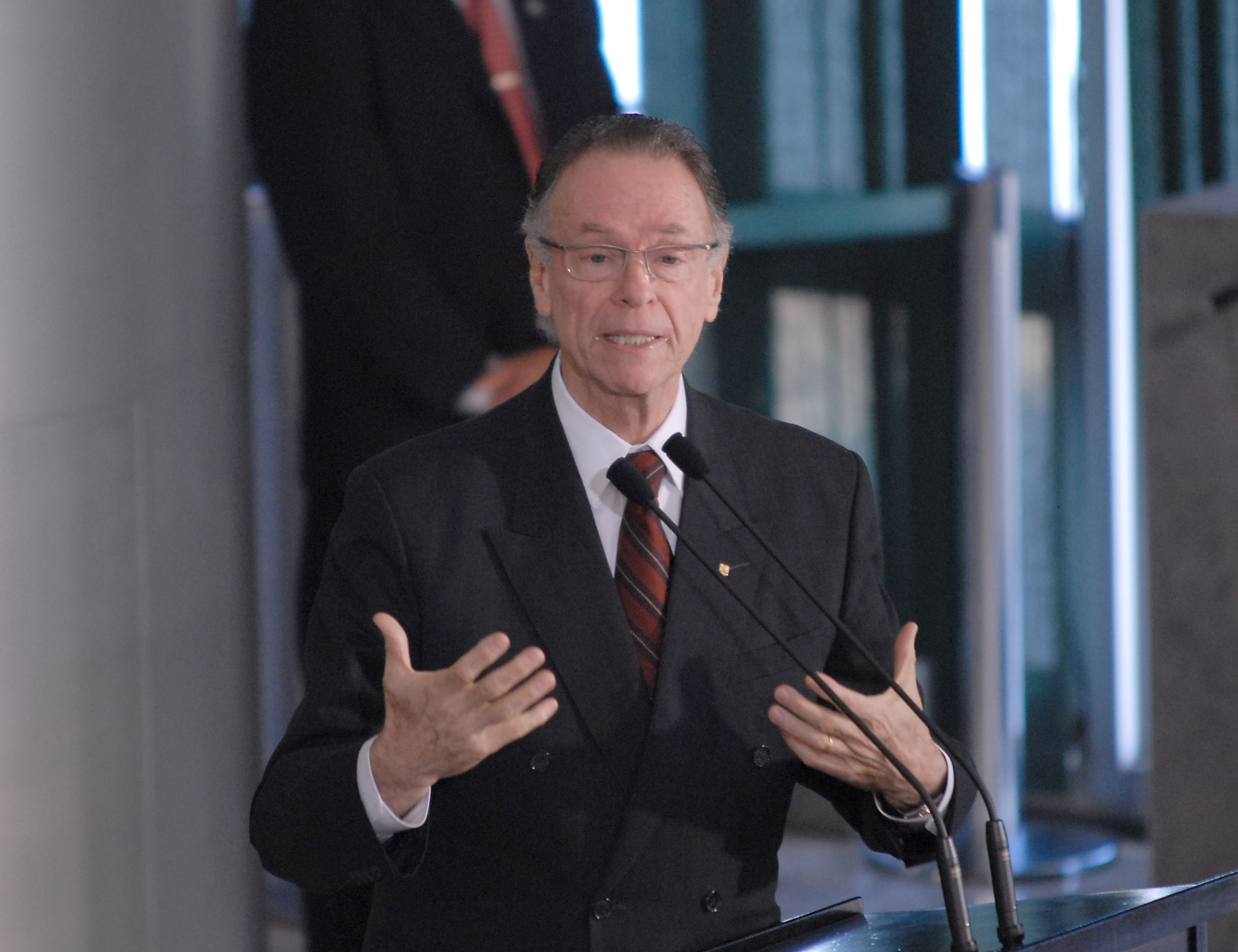
Carlos Arthur Nuzman, president del Comitè de Candidatura de Rio de Janeiro i, posteriorment, president del Comitè Organitzador dels Jocs Olímpics i Paralímpics de Rio de Janeiro 2016 —ROCOG.

El Comitè de Candidatura de Rio de Janeiro va ser una entitat constituïda com a organització sense finalitats de lucre, liderada per un Consell Honorari i una Junta Directiva, presidides per Carlos Arthur Nuzman. Al Consell Honorari ho van integrar el President de Brasil, Luiz Inácio Lula da Silva, el governador de l'estat de Rio de Janeiro, Sérgio Cabral, l'alcalde de Rio de Janeiro, Eduardo Paes i dos membres brasilers del Comitè Olímpic Internacional: Nuzman i João Havelange. La Junta Executiva es va dividir en quatre departaments —Comissió de Coordinació Governamental, Consell Empresarial, Comitè de Llegat i Comissió d'Atletes— sent responsables de les operacions principals de la candidatura. La Junta també va incloure representacions dels tres nivells de govern amb autoritat per fer compromisos en nom dels seus respectius governs. En els aspectes tècnics, la candidatura va ser recolzada per consells i comitès compostos per equips de professionals, complementats per equips d'experts nacionals i internacionals; coordinats per Carlos Roberto Osório, secretari general del Comitè de candidatura. Mike Lee, ex-director de Comunicacions i Assumptes Públics del Comitè de Candidatura de Londres, va ser el principal assessor de la candidatura de Rio. La seva companyia, Vero Campaigning Communications, va ser responsable de la campanya de publicitat de la candidatura, realitzant presentacions, desenvolupant suport visual i encarregant-se de les relacions amb els mitjans internacionals, així com de les conferències de premsa.
El projecte va tenir complet suport per part dels tres nivells de govern —Federal, estatal i municipal—, que van oferir totes les garanties i convenis requerits pel COI, així com alguns projectes addicionals. Així mateix, els principals partits polítics de Brasil es van comprometre a recolzar i promocionar la candidatura. El 23 de juny de 2008 el president brasiler va formar al Comitè de Gestió d'Accions Governamentals, sota el patrocini del ministre d'esports, Orlando Silva, qui va coordinar les accions del Govern Federal durant la candidatura.
El 17 de gener de 2009 es va crear l'Autoritat Olímpica per al Desenvolupament —AOD—, la funció del qual va ser coordinar els serveis públics i el lliurament final de la infraestructura per als Jocs, basat en l'innovador model desenvolupat per Sydney 2000. En aspectes legals, el Comitè Organitzador dels Jocs Olímpics es va encarregar de la planificació i la realització dels Jocs Olímpics i Paralímpics. Segons el COI, la legislació existent va ser suficient per permetre l'organització dels Jocs i, de ser necessari, havia de ser modificada per ajustar-la a la Carta Olímpica. El Ministeri de Relacions Exteriors i el Ministeri de Treball van garantir l'ingrés, la sortida i els acords laborals per al personal que treballaria en els Jocs Olímpics. A més es va assegurar que es permetria l'ingrés al territori brasiler, en lloc d'una visa, amb un passaport vàlid, una identificació Olímpica o Paralímpica i una targeta d'acreditació.

### Controvèrsies
La decisió del COI de preseleccionar a Rio de Janeiro sobre Doha va generar crítiques. El Comitè de Candidatura de Doha va acusar al COI de «tancar la porta al món àrab», i de donar més importància als aspectes polítics que als aspectes tècnics. Doha va superar a Rio de Janeiro en la majoria de les categories avaluades. Segons el COI la candidatura va ser rebutjada a causa que el període olímpic proposat pels de Qatar va ser en el mes d'octubre, data d'altes temperatures al país.
El 3 de maig de 2009, el Comitè de Candidatura de Rio de Janeiro va acusar d'espionatge al Comitè de Candidatura de Madrid, el qual suposadament havia enviat un espia a Rio durant la visita de la Comissió d'Avaluació, per la qual cosa van considerar presentar una queixa formal al COI. Durant la visita de la Comissió d'Avaluació del COI a Rio, Simon Walsh es va fer passar per reporter de l'agència EFE, quan en realitat era un consultor pagat del Comitè de Candidatura de Madrid. Finalment a Walsh se li va treure la seva acreditació periodística. Per la seva banda, autoritats de Madrid van negar les acusacions.
Abans de l'elecció, el Comitè de Candidatura de Rio de Janeiro va interposar una denúncia oficial contra la candidatura de Madrid davant la Comissió d'Ètica del COI sobre comentaris fets el 30 de setembre per José María Odriozola, vicepresident del Comitè Olímpic Espanyol —COE— i va considerar la possibilitat de fer-ho contra la candidatura de Chicago per la mateixa raó, aquesta vegada per comentaris realitzats per Richard M. Daley, alcalde de Chicago, el 21 de setembre. A les seves declaracions, Odriozola va anomenar a Rio de Janeiro «la pitjor de les quatre candidates», mentre que els funcionaris de Rio van considerar que Daley implícitament havia assegurat que Rio era incapaç d'albergar els Jocs Olímpics quan va declarar que «no és el mateix que ser amfitrió de la Copa Mundial de la FIFA [2014]». Per la seva banda, Mercedes Coghen es va disculpar pels comentaris d'Odriozola en nom del Comitè de Madrid. Segons les normes del COI, les candidates no poden criticar directament als seus rivals. Després de la conclusió de la candidatura, Shintarō Ishihara, governador de Tòquio, va culpar a les «dinàmiques invisibles» i a acords polítics pel fracàs de la candidatura de Tòquio. Els funcionaris de Rio van rebutjar les «declaracions inadequades» i van enviar una notificació formal al COI el 6 d'octubre.

## Projecte
En el seu projecte, Rio de Janeiro va proposar celebrar tots els esdeveniments esportius dins dels límits de la ciutat —amb excepció del torneig de futbol que se celebraria, a més de Rio, a les ciutats de Belo Horizonte, Brasília, Salvador de Badia i São Paulo— fent els Jocs més compactes i tècnicament viables. Així mateix es van establir quatre zones olímpiques —Barra, Copacabana, Deodoro i Maracanã— dividides en set grups olímpics —Barra, Copacabana, Deodoro, Flamengo, João Havelange, Lagoa i Maracanã— amb quatre recintes olímpics —Maracanã, Parc Olímpic, Riocentro i Parque X— on es van situar totes les seus. Les viles Olímpiques i Paralímpiques, el Centre Internacional de Transmissió i el Centre Principal de Premsa —IBC/MPC, per les seves sigles en anglès— se situarien a la zona de Barra, nucli del projecte i seu principal de les instal·lacions esportives. Es va preveure la construcció d'una torre de televisió en el complex IBC/MPC per complementar les operacions de difusió i proporcionar estudis amb vista panoràmiques. A més d'un hotel exclusiu per als mitjans de comunicació dins del complex, accessible directament des del IBC/MPC. El projecte de les viles va incloure la construcció d'un Centre Olímpic d'Entrenament, un parc, una Platja Olímpica i un accés directe al Parc Olímpic, així com 8856 habitacions per a un total de 17 770 atletes i oficials, a més d'oficials addicionals acreditats.
Les seus de Rio de Janeiro van complir amb els requisits tècnics de les federacions internacionals i amb els estàndards del COI i del CPI, a més d'alinear-se amb el pla mestre de la ciutat i l'estratègia de llegat. Durant el procés de candidatura, l'estat de les seus era el següent: deu existents (29%) amb cap obra permanent necessària, vuit (24%) amb reformes necessàries, nou permanents (26%) i set temporals a construir (21%).[Nota 4] En total, es van planejar 34 seus de competició i 29 d'entrenament, com a part del projecte de seus d'entrenament. Referent al llegat, el projecte més important de la candidatura va ser el Centre Olímpic d'Entrenament —OTC— i la seva seu principal situada a la zona de Barra. D'altra banda, el Comitè de Candidatura va reconèixer la possibilitat de l'addició de nous esports al programa olímpic i, després d'una anàlisi detallada de cadascuna de les set possibilitats —beisbol, golf, karate, esports sobre rodes, rugbi, esquaix, softbol—, va confirmar la seva capacitat per a adaptar-se quant a seus, transport i altres aspectes operatius i logístics. Finalment, el 9 d'octubre de 2009, el COI va aprovar la introducció del rugbi i el golf a partir dels Jocs de 2016. A més, Rio de Janeiro i les quatre ciutats proposades per celebrar la competició de futbol van ser seus de la Copa Mundial de Futbol de 2014.
En la candidatura es va assenyalar que l'experiència dels III Jocs Parapanamericans, així com altres competicions internacionals per a atletes amb discapacitats ajudaria en gran manera a realitzar els Jocs Paralímpics. Per a aquest fi, el Comitè Organitzador va oferir incloure representants del Comitè Paralímpic Brasiler i crear un departament específic encarregat de supervisar els Jocs. També es va planejar reutilitzar vint seus olímpiques per als Paralímpics.

### Infraestructura
La infraestructura, les estructures de gestió i la preparació del personal de Rio de Janeiro es van provar durant la Copa Mundial de Futbol de 2014. A més, es van planejar esdeveniments de prova dedicats a la xarxa de transport en 2015. Per satisfer els requisits del COI, l'hostalatge constaria de 49 750 habitacions, de les quals, 1700 serien d'apartotels de la ciutat i més de 13 000 d'hotels a Rio de Janeiro i les seus del torneig de futbol. En el projecte, es va proposar l'ús de creuers i comunitats de propietaris per superar un possible escassetat d'habitacions d'hotel, per la qual cosa sis creuers moderns podrien proporcionar més de 8500 cabines. L'allotjament dels mitjans de comunicació seria proveït per una combinació d'hotels i viles de mitjans.
El projecte va planejar la creació 150 quilòmetres de carrils olímpics per connectar les quatre zones olímpiques i l'Aeroport Internacional de Galeão. Així com un corredor d'alta capacitat de sistemes de tren i metre, a més d'autopistes i carreteres principals que unissin tres de les quatre zones olímpiques i, amb el desenvolupament del corredor occidental, les quatre zones. També es va oferir la implementació d'un sistema d'autobús de trànsit ràpid com a principal solució per a la topografia de la ciutat. Gràcies a un operatiu de seguretat integral podrien mitigar-se els problemes relacionats amb la seguretat i els riscos relacionats amb possibles desastres. D'altra banda, es va considerar que la delinqüència present en algunes regions de Rio era una qüestió important en la seguretat dels assistents als Jocs. No obstant això, un aspecte positiu va ser l'experiència de Rio de Janeiro en el muntatge d'estructures de seguretat en esdeveniments multitudinaris. En aquest aspecte, el Govern Federal de Brasil es va comprometre a encarregar-se de la seguretat.

### Finances
Els tres nivells de govern de Brasil van assegurar la lliure prestació d'una gamma de serveis a la candidatura incloent els relacionats amb seguretat, serveis mèdics, transport, duanes, immigració i altres serveis i suports governamentals. El projecte va comptar amb un finançament de 240 mil milions de dòlars del Programa d'Acceleració del Creixement —PAC— del govern federal. El patrocini, la venda d'entrades i el mercadeig van ser de les principals activitats generadores d'ingressos. Els quals es van complementar amb les contribucions comercials i de difusió del COI. Dins de les despeses de capital en infraestructura governamental o privada es van incloure inversions equivalents a 3,9 mil milions USD en projectes tals com a expansions aeroportuàries i de transport públic —metre— així com la construcció de l'Arc Vial Metropolità.
El pressupost no va assumir aportacions de capital per a la construcció de seus permanents, excepte el revestiment dels Jocs, incloent la construcció de seus temporals. El balanç de despeses va ser finançat pel sector públic, que involucra compromisos governamentals dels tres nivells. La despesa del Comitè Organitzador dels Jocs es va estimar amb base en les aproximacions del projecte de candidatura, el pressupost i les despeses d'operació de l'OCOG, en 2,8 mil milions USD amb el seu corresponent pressupost olímpic, a més d'inversions de capital en transport, seus i despeses incrementals calculades en 11,6 mil milions. En conseqüència, el govern va presentar garanties per cobrir qualsevol potencial dèficit. En total, les despeses de les campanyes de la Ciutat Aspirant i la Ciutat Candidata van ser de 85 792 milions de reals brasilers, xifra presentada durant el tancament oficial de la campanya l'11 de novembre de 2009.